# Halgania corymbosa
Halgania corymbosa är en strävbladig växtart som beskrevs av John Lindley. Halgania corymbosa ingår i släktet Halgania och familjen strävbladiga växter. Inga underarter finns listade i Catalogue of Life.